# Jiz Lee
Jiz Lee (née le 30 octobre 1980) est une actrice pornographique américaine.

## Biographie
Jiz Lee se présente comme « agenre » (non-binaire, sans genre) et pansexuelle. Elle est l'une des figures de la pornographie queer.

## Filmographie sélective
- 2006 : Crash Pad
- 2007 : Speakeasy
- 2008 : Lesbian Life: Real Sex in San Francisco
- 2009 : Belladonna's Strapped Dykes
- 2010 : Tristan Taormino's Expert Guide to Female Orgasms
- 2011 : Women Seeking Women 75
- 2011 : Taxi 2
- 2011 : Cherry 1
- 2011 : Cherry 2
- 2012 : Tristan Taormino's Expert Guide to Pegging
- 2013 : Tombois 2
- 2014 : Courtney Trouble Fan Club
- 2015 : All Of Her
- 2016 : Girl/Boy 2

### Distinctions
Récompenses
- 2010 : Feminist Porn Award - The Boundary Breaker
- 2015 : Feminist Porn Award - Sexiest Star Feature pour JL + DD: Jiz Lee and Danni Daniels

Nominations
- 2010 : AVN Award - Best New Web Starlet
- 2012 : AVN Award - Best All-Girl Group Sex Scene - Taxi 2 avec Madison Young et Nic Switch
- 2012 : AVN Award - Best Girl/Girl Sex Scene - Cherry 2 avec Andy San Dimas